# Rudolf Mosse

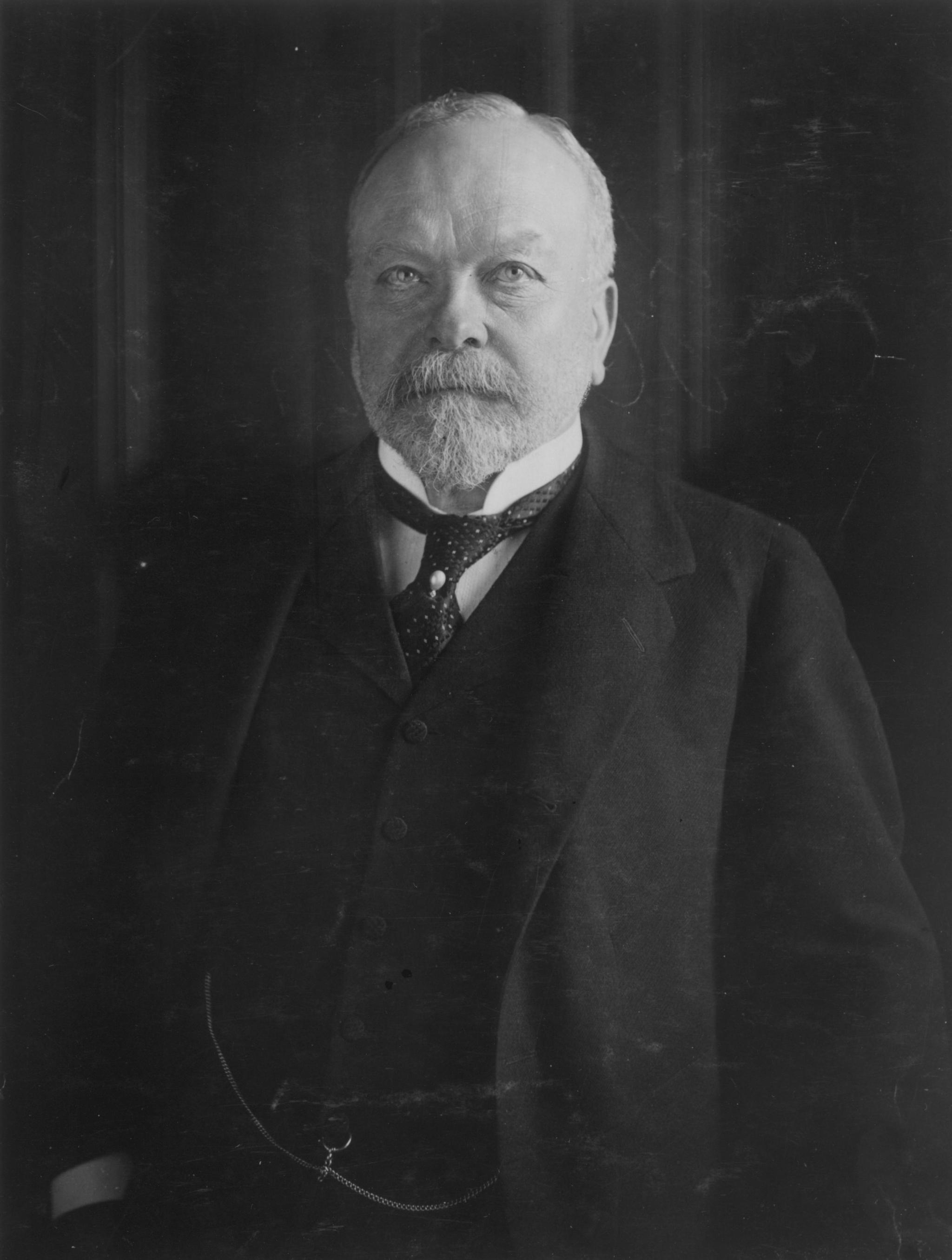
Rudolf Mosse (1900)

Rudolf Mosse (* 8. Mai 1843 in Grätz, Provinz Posen; † 8. September 1920 in Schenkendorf) war ein deutsch-jüdischer Verleger, Firmengründer und Geschäftsmann.

## Leben und Wirken
Rudolf Mosse war Sohn eines kinderreichen Arztes. Er erlernte zunächst den Beruf des Buchhändlers u. a. bei Louis Merzbach in Posen und bei Heinrich Albert Hofmann, dem Verleger des Kladderadatsch. Anschließend war er bei der Zeitschrift Die Gartenlaube tätig und führte dort einen mehrseitigen Anzeigenteil ein. Am 1. Januar 1867 gründete er in der Friedrichstraße 60 in Berlin die Rudolf Mosse Zeitungs-Annoncen-Expedition, für die er selbst in Anzeigen warb: „Inseraten-Annahme für sämmtl. existirenden Zeitungen der Welt“. Als einer der ersten Verleger pachtete er komplette Anzeigenseiten mehrerer Zeitungen und wurde somit vom bloßen Vermittler zum Anbieter von Anzeigenraum, den er an Werbekunden verkaufte. Bereits fünf Jahre später verfügte das Unternehmen über 250 Zweigniederlassungen im In- und Ausland. Auf Mosse geht in diesem Zusammenhang auch der Rudolf-Mosse-Code zurück, mit dem im internationalen Telegrafenverkehr standardisierte Nachrichten kostengünstig übertragen werden konnten.

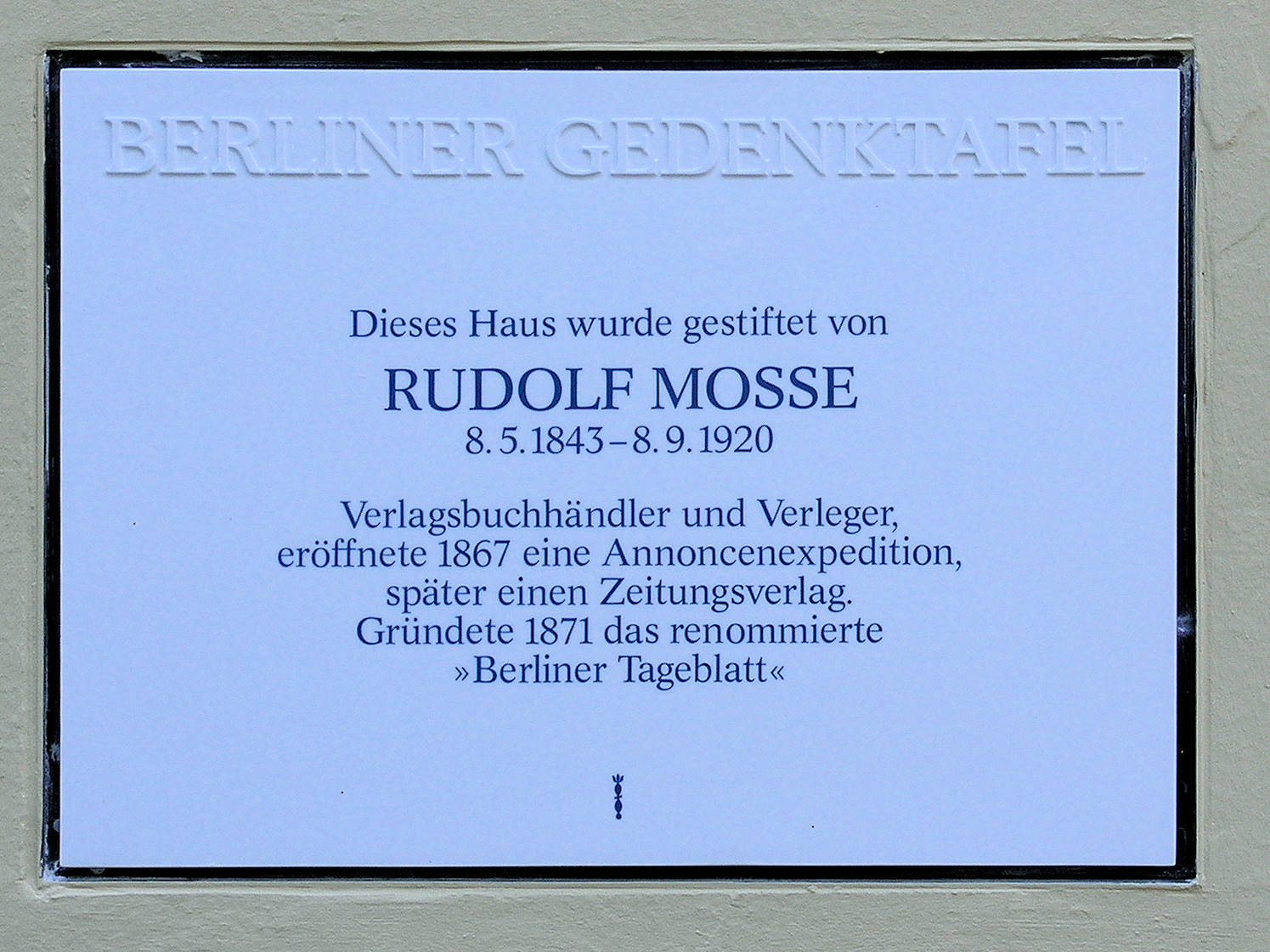
Berliner Gedenktafel am Mosse-Stift, Rudolf-Mosse-Straße 9–11, in Berlin-Wilmersdorf

Mosse baute sein Zeitungsimperium gemeinsam mit seinem Schwager Emil Cohn auf. Zu den Flaggschiffen und wirtschaftlich erfolgreichsten Publikationen des Verlags zählten das auflagenstarke Berliner Tageblatt (1872, Chefredakteur ab 1906 Theodor Wolff), die Berliner Morgen-Zeitung (1889) sowie die Berliner Volks-Zeitung (1904). Ausgeweitet wurde parallel der kostenlose Service für Anzeigenkunden, etwa die grafische Gestaltung von Annoncen. Hinzu kamen über 130 Fachzeitschriften, wie der Bäder-Almanach. Mitteilungen der Bäder, Luftkurorte und Heilanstalten, welcher von 1882 bis 1933 erschien und ein beliebtes Nachschlagewerk für Ärzte und Patienten darstellte. Weitere Titel von Mosse-Zeitungen waren u. a.: Ulk (1872), Sonntagsblatt (1873), Deutsche Lesehalle (1881), Handelszeitung (1886), Zeitgeist (1888), Technische Rundschau (1895), Haus, Hof, Garten (1899) und Weltspiegel (1902). Mosse ließ auch Almanache in Buchform auflegen; so heißt es in einer Anzeige aus dem Jahr 1920: Mosse-Almach 1921. Das Jahrbuch der gebildeten Welt.
Zu seinen Konkurrenten gehörten der Scherl-Verlag, der Ullstein Verlag und der Hugenberg-Konzern. Rudolf Mosse war kaisertreu und liberal-konservativ. Nach der Novemberrevolution 1918/1919 forderte er in seinen Zeitungen, den Versailler Vertrag nicht zu unterzeichnen. Die geistig-politische Orientierung des Verlags war die des Bürgertums. Als Multimillionär hegte Mosse keine republikanischen oder sozialistischen Sympathien. 1918 setzte er allerdings seine Unterschrift unter den Gründungsaufruf der Deutschen Demokratischen Partei (DDP).
Gemeinsam mit seiner Frau Emilie förderte er mit einem großen Teil seines Vermögens religiöse und sozialpolitische Bestrebungen. Bereits 1892 gründeten die Mosses mit einem Startkapital von 100.000 Mark eine Pensionskasse für ihre mehr als 500 Angestellten sowie in Berlin-Wilmersdorf die Emilie- und Rudolf Mosse-Stiftung, ein interkonfessionelles Waisenhaus. 1917 stiftete Rudolf Mosse mit 100.000 Mark ein Stipendium und erhielt ehrenhalber die Doktorwürde der Universität Heidelberg verliehen.

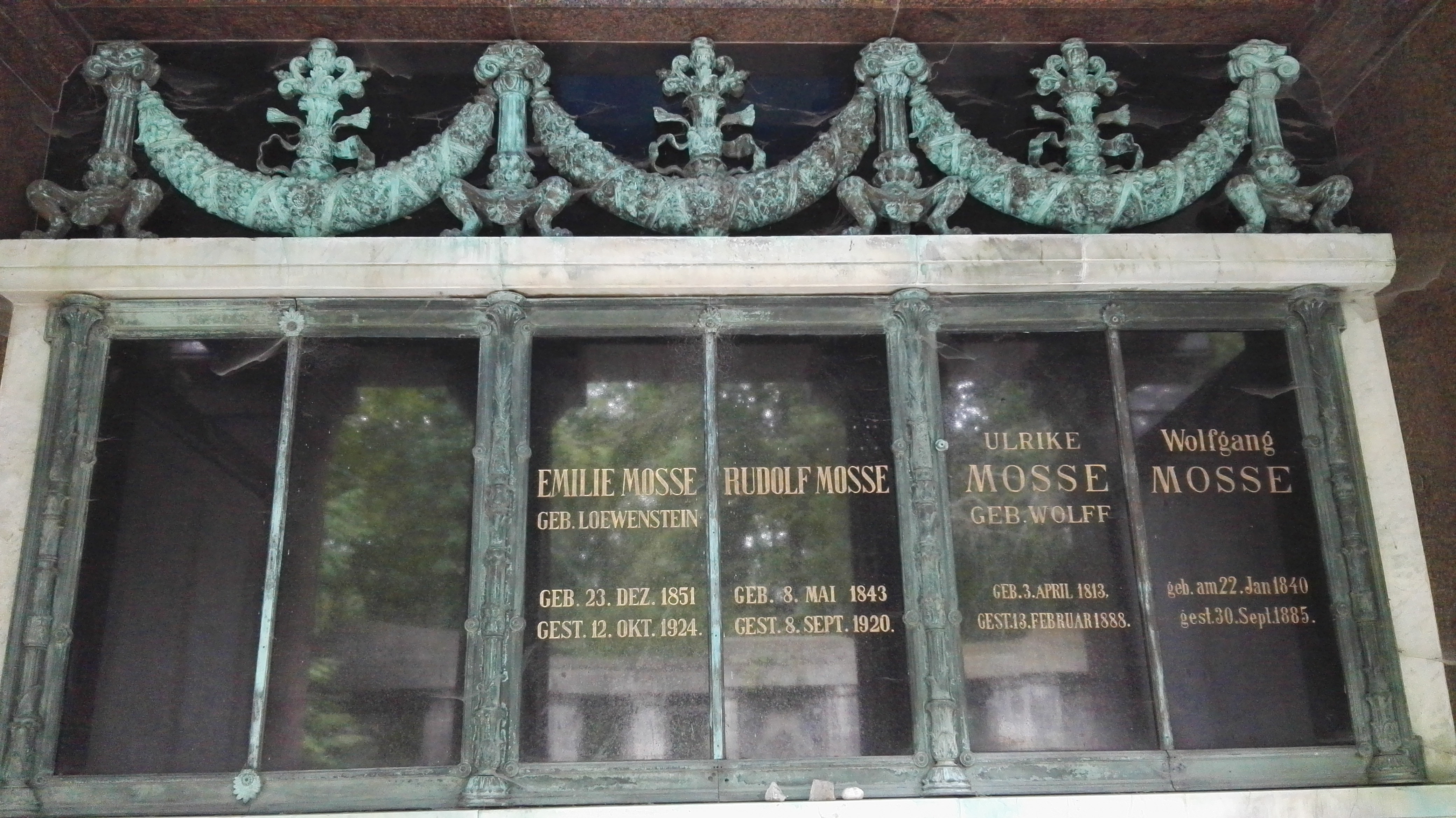
Rudolf Mosses Grabstätte auf dem Jüdischen Friedhof Berlin-Weißensee

Ab 1885 residierten die Mosses im Mosse-Palais am Leipziger Platz, in welchem das Paar eine große Anzahl von Gemälden sammelte. 1896 ließ Mosse das Schloss Schenkendorf bei Mittenwalde im italienischen Landhausstil als Privatdomizil erbauen. Für seinen boomenden Verlag erwarb er in der Berliner Innenstadt, in der Schützenstraße, ein Baugrundstück. Darauf ließ er von den Architekten Wilhelm Cremer und Richard Wolffenstein ein mehretagiges Verlagshaus errichten und stattete es mit den damals modernsten Druckmaschinen aus. Das später als Mossehaus bezeichnete Gebäude beherbergte  bis 1992 eine Druckerei.
In seinem Schloss starb Rudolf Mosse am 8. September 1920 an einem Herzinfarkt. Sein Ehrengrab befindet sich auf dem Jüdischen Friedhof Berlin-Weißensee.
Nach Rudolf Mosses Tod übernahm sein Schwiegersohn, Hans Lachmann-Mosse, die Führung des Mosse-Konzerns. Bereits während der Hyperinflation 1922/1923 ging ein Teil des Firmenvermögens verloren. 1926 geriet der Verlag in ernsthafte finanzielle Schwierigkeiten. Die bisher angenommene Konkursanmeldung am 13. September 1932 konnte durch neueste Forschung revidiert werden. Neben den Auswirkungen der Weltwirtschaftskrise schwächten eine Reihe wirtschaftlicher Fehlentscheidungen der Geschäftsleitung das Mosse-Imperium.
Kurz nach der nationalsozialistischen Machtübernahme wurde das Unternehmen arisiert. Der Kunstbesitz aus dem Nachlass von Rudolf Mosse wurde im Mai 1934 in Rudolph Lepke’s Kunst-Auctions-Haus und im Juni 1934 im Auktionshaus Union versteigert. Seit dem 1. März 2017 erforscht die Mosse Art Research Initiative (MARI) an der Freien Universität Berlin die genauen Umstände der Enteignung sowie den Verbleib der einzelnen Kunstwerke. Im Jahr 2021 wurde die Rückgabe von zwei inzwischen im Kunstmuseum von Tel Aviv befindlichen flämischen Wandteppichem mit biblischen Szenen an die Erben angekündigt.

## Familiäres und Privates
Mosse hatte fünf Schwestern und sieben Brüder. Zu den Geschwistern zählten Salomon, Max und Paul Mosse sowie der Jurist Albert Mosse und Emil Mosse (* 1. Februar 1854–1911), der seit 1884 als sein Geschäftspartner fungierte.
Die Ehe von Rudolf Mosse mit Emilie war kinderlos geblieben. 1910 adoptierten sie Felicia Marx (1888–1972), eine leibliche Tochter Rudolf Mosses. Als diese heiratete, stimmten die Mosses zu, dass der Schwiegersohn, ein gelernter Bankfachmann, den zusätzlichen Nachnamen Mosse führen durfte. Dieser stieg als leitender Angestellter in das Verlegerimperium mit ein und bezog eine Büroetage im Mossehaus.
Mosses Enkel war der Historiker George L. Mosse, Sohn seiner Tochter Felicia und ihres Ehemanns, Hans Lachmann-Mosse.
Rudolf Mosse gehörte ab 1872 der Gesellschaft der Freunde an. Als Kunstsammler trug er über 400 Werke zusammen, insbesondere von deutschen Impressionisten wie Eugen Bracht, August von Brandis, Lovis Corinth und Max Liebermann. Er war Vorstandsmitglied der Jüdischen Reformgemeinde zu Berlin. In Berlin erinnert seit dem 9. Mai 1989 eine am Mosse-Stift angebrachte Gedenktafel an sein Leben und Wirken.

## Der Löwe aus der Voßstraße 1949
Kurt Reutti hatte 1949 ein Fundstück katalogisiert: „Großer liegender Panther, Marmor. Sichergestellt aus einem Garten in der Voßstraße“. Dieser Panther entpuppte sich später als Löwe aus Kalkstein und wurde nach Reuttis Bergung und Übergabe auf der Berliner Museumsinsel eingelagert. 
2010, durch Nachforschungen der Leiterin des Zentralarchivs und Provenienzforschung der Staatlichen Museen Berlin Petra Winter, wurde er als Nachlass von Rudolf Mosse identifiziert. Dies führte zur Suche in Berliner Staatlichen Museen nach weiteren von den Nationalsozialisten 1933 beschlagnahmten Kunstsammlungsgegenstände der Erben von Rudolf Mosse, der Adoptivtochter Felicia Lachmann-Mosse, ihrem Ehemann und den drei Kindern. Ihnen als Juden war in dieser Zeit die Emigration in die Schweiz gelungen.
Der Löwe von August Gaul steht seit 2019 im oberen Foyer der James-Simon-Galerie auf der Museumsinsel. Zuvor wurden wiedergefundene Kunstwerke der Mosse-Sammlung in den Jahren 2015 und 2016 an die Mosse-Erben rückübertragen oder angekauft.

## Mosse als Romanvorlage
In dem Roman Die Fanfare (1888) karikierte der Schriftsteller Fritz Mauthner, seit 1876 „romantisch-genialer“ Mitarbeiter des Berliner Tageblatts, den Aufstieg von Mosse zum Großverleger. Held der Satire ist Richard Mettmann, ein idealistischer Schöngeist und Opernkomponist, der unter seinem ungebildeten, aber geschäftstüchtigen Vater leidet. Dieser hält sich für einen großen Kunstkenner, ist Papierfabrikant und hat sich in den Kopf gesetzt, mit der Fanfare eine eigene Tageszeitung zu gründen. Offenkundig orientierte sich Mauthner an der Entstehungsgeschichte des Berliner Tageblatts. Der Möchtegern-Verleger wird als ignorant, aber großzügig, spendabel und liberal beschrieben, erwartet jedoch, dass sich alle seinen Geschäftsinteressen unterwerfen. Fritz Mauthner, selbst in Böhmen geborener Jude, nutzte dabei, wenn auch ironisch, antisemitische Vorurteile gegenüber Ost-Juden, mit denen er sich ausdrücklich nicht gemein machen wollte. Ungeachtet der scharfen Satire blieben Mosse und Mauthner einander in Freundschaft verbunden, auch wenn der Autor seine Mitarbeit am Tageblatt kurzzeitig unterbrechen musste.